# Jürgen Rode
Jürgen Rode (* 1949 in Magdeburg) ist ein deutscher Sportpädagoge, Sportentwicklungsplaner und Hochschullehrer.

## Leben
Rode studierte an der Pädagogischen Hochschule Potsdam zwischen 1969 und 1972 Sport und Geographie für das Lehramt. Ab 1976 war er wissenschaftlicher Mitarbeiter an der Pädagogischen Hochschule Magdeburg. Dort wurde 1979 seine Doktorarbeit zum Thema „Die Ausbildung körperlicher Fähigkeiten und Bewegungsfertigkeiten im Prozeß der leichtathletikbetonten körperlichen Grundausbildung in der 9. und 10. Klasse“ angenommen. Ebendort schloss er 1986 zudem seine Dissertation B ab. Der Titel der Habilitationsschrift lautete „Standpunkte und Vorschläge zu einem präzisierten Lehrplan für das Fach Sport der allgemeinbildenden polytechnischen Oberschule der Deutschen Demokratischen Republik (Oberstufe)“. Er war anschließend weiterhin an der Pädagogischen Hochschule Potsdam beziehungsweise ab 1991 nach der Eingliederung der Hochschule an der Universität Potsdam tätig. 1994 trat er dort eine Professorenstelle für Sportpädagogik an, welche er bis 2015 innehatte. Zwischen 1996 und 1999 amtierte Rode als Dekan der Philosophischen Fakultät II, im Zeitraum 1999 bis 2007 übte er das Amt des Prorektors für Entwicklung, Finanzen und Personal der Universität Potsdam aus.
Zu seinen wissenschaftlichen Tätigkeitsfeldern zählten insbesondere der Sportunterricht, die Gesundheitsförderung von Studierenden und Mitarbeitern der Universität Potsdam sowie die Untersuchung von Bewegungsmöglichkeiten für Berufstätige. Ab dem Jahr 2000 leitete er wissenschaftliche Projekte zur Sportentwicklungsplanung wie die Erstellung von Sportentwicklungsplänen für die Stadt Potsdam in den Jahren 2000 und 2001, den Landkreis Havelland, den Landkreis Teltow-Fläming, die Gemeinde Fredersdorf-Vogelsdorf (2008), die Stadt Oranienburg (2015), den Berliner Bezirk Marzahn-Hellersdorf (2016) sowie die Entwicklung von Empfehlungen zur Sportentwicklung in der Gemeinde Hoppegarten.
Rode war an der Fachhochschule für Sport und Management Potsdam (FHSMP) als Gastprofessor im Fach Sportmanagement tätig, im Oktober 2016 wurde ihm dort der Ehrentitel „Senior-Professor“ verliehen. Er ist Vorsitzender des im November 2014 gegründeten Instituts für kommunale Sportentwicklungsplanung (INSPO).